# Hybridennaam
Een hybridennaam is een bijzondere vorm van een botanische naam, die gegeven kan worden aan een hybride of kruising. 

## Volgens deICNafp
Volgens de ICNafp zijn er de volgende mogelijkheden voor een kruising:
- Een kruising kan een gewone botanische naam krijgen: dit zal vooral gebeuren bij van nature voorkomende hybrides, of bij heel oude kruisingen. 
Bijvoordeeld Triticum aestivum (gewone tarwe) is een (oude) kruising uit drie soorten.
- Een kruising kan aangeduid worden met een hybridenformule, met daarin de namen van de ouders. In een dergelijke formule dient het vermenigvuldigingsteken "×" om de namen van de ouders te verbinden. Dit zal in de regel gebeuren voor een hybride die niet van groot belang is.
- Een kruising kan een hybridennaam krijgen. Dit zal veelal gebeuren bij een hybride die in een kunstmatige omgeving (zoals een tuin) ontstaan is of die kunstmatig tot stand is gebracht. Een hybridennaam heeft in de ICNafp een aparte status, in die zin dat ze geen betrekking heeft op een herkenbaar samenhangende eenheid, maar op het geheel aan nakomelingen van een bepaalde kruising. 
Zo slaat de naam Magnolia ×soulangeana op alle nakomelingen uit de kruising Magnolia denudata × Magnolia liliiflora, alsook op de kruisingen tussen die nakomelingen, alsook op alle terugkruisingen met een van beide ouders. Al met al dekt dit een enorm scala aan bloemkleur.

## Vorm van een hybridenaam
Een hybridennaam is te herkennen aan het vermenigvuldigingsteken voor de naam of de aanduiding, of, als alternatief, door een voorafgaande aanduiding "nothospecies" of "nothosoort" (of wat de rang ook mag zijn). Bijvoorbeeld:
- Dianthus ×allwoodii (de equivalente formule is Dianthus caryophyllus × Dianthus plumarius). Dit is een "interspecifieke kruising" (een kruising tussen twee soorten in hetzelfde genus): het vermenigvuldigingsteken wordt geplaatst vóór de soortaanduiding.
- ×Heucherella tiarelloides (de equivalente formule is Heuchera sanguinea × Tiarella cordifolia) (Art H. 11 Ex. 1). Dit is een "intergenerische kruising" (een kruising tussen twee verschillende genera): het vermenigvuldigingsteken wordt geplaatst vóór de geslachtsnaam. Merk op deze zogenaamde "nothogenerische naam" niet vrij gekozen mag worden maar een verkorte formule is, gevormd uit (delen van) de geslachtsnamen van de beide ouders: in dit geval is ×Heucherella een samentrekking van Heuchera en Tiarella). Dit is enigszins vergelijkbaar met de vorming van de naam van een enthybride.

Alleen als het vermenigvuldigingsteken uit de aard van de zaak niet beschikbaar is (zoals op sommige schrijfmachines) mag ter vervanging een kleine letter "x" gebruikt worden.

## Overige mogelijkheden
Overigens is het niet gezegd dat een hybride behandeld moet worden volgens de ICNafp. Een hybride kan ook een naam krijgen onder de ICNCP, de International Code of Nomenclature for Cultivated Plants. Dit kan een cultivar, Groep (met hoofdletter) of grex naam zijn. Zo'n naam bestaat uit een botanische naam gevolgd door een cultivar-, Groep- of grex-epitheton. 
Zo is Phalaenopsis Hilo Lip een gekweekte hybride van twee verschillende Phalaenopsis-soorten. Een grex-naam wordt enkel gepubliceerd voor kruisingen die van commercieel belang zijn.